# Marija Łosinowa
Marija Aleksandrowna Łosinowa, ros. Мария Александровна Лосинова (ur. 2 marca 1997) – rosyjska lekkoatletka, chodziarka.
W 2014 zajęła 5. miejsce w chodzie na 5000 metrów w kwalifikacjach europejskich do igrzysk olimpijskich młodzieży (nie uzyskując awansu – kwalifikację mogła zdobyć co najwyżej jedna zawodniczka z danego kraju, a lepsza od Łosinowej była jej rodaczka Jana Smierdowa).
Podczas pucharu Europy w chodzie (2015) zdobyła dwa medale w kategorii juniorek: srebro indywidualnie (na 10 km) oraz złoto w drużynie.
Brązowa medalistka mistrzostw Europy juniorów w chodzie na 10 000 metrów z 2015 (prowadziła przez większość dystansu).
Medalistka juniorskich mistrzostw Rosji.